# عادل بلال
عادل بلال (27 يونيو 1987 بمصر - ) هو لاعب كرة قدم مصري في مركز الدفاع. لعب مع نادي طلائع الجيش.

## وصلات خارجية
- عادل بلال على موقع قاعدة بيانات كرة القدم.إي يو (الإنجليزية)
- عادل بلال على موقع Soccerway.com (الإنجليزية)